# La Tombe de Ligeia
Série Corman-Poe
Le Masque de la mort rouge
(1964)
Pour plus de détails, voir Fiche technique et Distribution.
La Tombe de Ligeia (The Tomb of Ligeia) est un film fantastique américain de Roger Corman, sorti en 1964.

## Synopsis
En 1821, en Angleterre, Verden Fell rencontre Rowena Trevanion, une jeune femme qui ressemble étrangement à sa défunte épouse, Ligeia Fell. Ils ne tardent pas à tomber amoureux et se marient. Petit à petit, la ressemblance entre Rowena et Ligeia s'accentue.

## Fiche technique
- Titre original : The Tomb of Ligeia
- Titre français : La Tombe de Ligeia
- Réalisation : Roger Corman
- Scénario : Robert Towne d'après Ligeia d'Edgar Allan Poe
- Direction artistique : Colin Southcott
- Photographie : Arthur Grant
- Montage : Alfred Cox
- Musique : Kenneth V. Jones (en)
- Producteur : Pat Green
- Société de production : American International Pictures
- Société de distribution : American International Pictures, Anglo-Amalgamated Film Distributors
- Pays de production : États-Unis
- Format : Couleurs - 35 mm (Panavision) - 2,35:1 - Son mono
- Genre : fantastique
- Durée : 81 minutes
- Dates de sortie :
  - Royaume-Uni : novembre 1964
  - États-Unis : 20 janvier 1965
  - France :  18 décembre 1968

## Distribution
- Vincent Price (VF : Georges Aminel) : Verden Fell
- Elizabeth Shepherd (en) (VF : Nadine Alari) : Lady Ligeia Fell / Lady Rowena Trevanion
- John Westbrook (VF : Jean-Louis Maury) : Christopher Gough
- Derek Francis (en) (VF : André Valmy) : Lord Trevanion
- Oliver Johnston (en) : Kenrick
- Richard Vernon (VF : René Bériard) : Dr. Vivian
- Frank Thornton : Peperel
- Ronald Adam (VF : Philippe Dumat) : Ministre à Graveside
- Denis Gilmore : le jeune livreur
- Penelope Lee (VF : Claude Chantal) : la servante de Lady Rowena

## Autour du film
- La Tombe de Ligeia est la dernière des huit adaptations d'histoires d'Edgar Allan Poe réalisées par Roger Corman entre 1961 et 1965. Les précédentes furent :

1. La Chute de la maison Usher
2. La Chambre des tortures
3. L'Enterré vivant
4. L'Empire de la terreur
5. Le Corbeau
6. La Malédiction d'Arkham
7. Le Masque de la mort rouge
8. La Tombe de Ligeia

- Un extrait du film La Tombe de Ligeia apparaît dans le film Mean Streets (1973) de Martin Scorsese lorsque deux personnages se trouvent ensemble au cinéma[1].